# Hypochnicium longicystidiosum
Hypochnicium longicystidiosum är en svampart som först beskrevs av S.S. Rattan, och fick sitt nu gällande namn av Hjortstam & Ryvarden 1984. Hypochnicium longicystidiosum ingår i släktet Hypochnicium och familjen Meruliaceae.   Inga underarter finns listade i Catalogue of Life.